# Heinz Otto Schild
Heinz Otto Schild (* 18. Mai 1906 in Rijeka, Österreich-Ungarn; † 15. Juni 1984) war ein österreichischer Pharmakologe. Er leistete wichtige Beiträge über die Funktion von Rezeptoren und der mathematischen Beschreibung der Ligand-Rezeptor-Interaktion. Nach ihm wurde der Schild-Plot, ein grafisch-mathematisches Verfahren zur Ermittlung der Affinität eines Liganden zum Rezeptor, benannt.

## Leben

### Jugend
Heinz Otto Schild wuchs in Fiume (heute Rijeka), das damals zur Österreich-Ungarn gehörte, auf. Nach dem Niedergang der Habsburger Monarchie wechselte seine Familie 1921 nach München, wo er 1925 am Wilhelmsgymnasium Abitur machte und anschließend Medizin studierte.

### Forschungstätigkeit
1932 wechselte Heinz Otto Schild nach England, um im Londoner Labor von Henry H. Dale zu forschen. Nach einem Zwischenaufenthalt in Edinburgh kehrte er 1937 nach London zurück um fortan am University College London tätig zu sein. Hier widmete sich Heinz Otto Schild der Erforschung der Rezeptorfunktion und der mathematischen Beschreibung der Ligand-Rezeptor-Interaktion. Heinz Otto Schild blieb zeitlebens in England mit Ausnahme der Jahre 1939–1940, als er wegen seiner italienischen Staatsbürgerschaft und dem Beginn des Zweiten Weltkriegs auf der Isle of Wight interniert wurde.
1947 führte er den pA2-Wert, mit dem konzentrationsunabhängig die Potenz eines Antagonisten ermittelt werden kann, und ein mathematisch-grafisches Verfahren zu dessen Ermittlung (Schild-Plot) ein. Mit Hilfe dieses Verfahrens war zugleich erstmals die indirekte Bestimmung der Affinität eines Liganden zum Rezeptor möglich.
Die Deutsche Pharmakologische Gesellschaft verlieh ihm 1977 mit der Schmiedeberg-Plakette ihre höchste Ehrung.